# Сергий Охридски
Вижте пояснителната страница за други личности с името Сергий.
Сергий (на гръцки: Σέργιος) е византийски духовник. Той става охридски архиепископ след 1234 година и остава на този пост до около 1250 година. Единственото сведение за него е споменаване в Бориловия синодик.